# Tasa de caída

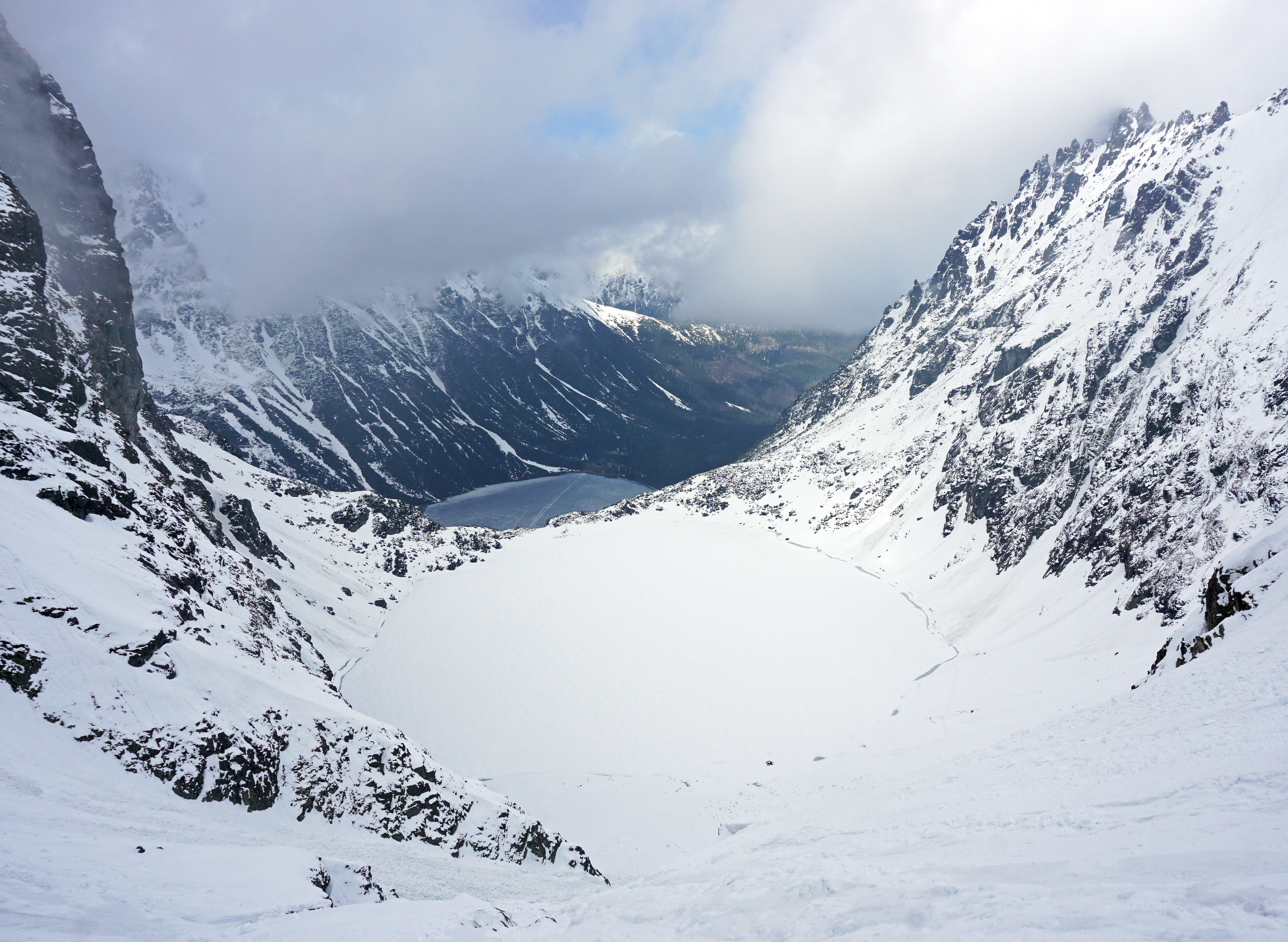
El lago superior Czarny Staw pod Rysami (elevación de 1.583 metros (5.194 pies)) todavía está congelado, ya que el lago inferior Morskie Oko ya casi se ha derretido (elevación de 1.395 metros (4.577 pies)). Foto del lado polaco de los Montes Tatras, mayo de 2019.

La tasa de caída o tasa de lapso (o gradiente negativo) es la tasa a la que una variable atmosférica, normalmente la temperatura en la atmósfera terrestre, cae con la altitud. Lapse rate (en inglés) surge de la palabra lapso, en el sentido de caída gradual. En aire seco, la tasa de caída adiabática (es decir, la disminución de la temperatura de una porción de aire que se eleva en la atmósfera sin intercambiar energía con el aire circundante) es de 9,8 °C/km (5,4 °F por 1.000 pies). La tasa de caída de aire saturado (SALR), o tasa de caída adiabática húmeda (MALR), es la disminución de la temperatura de una porción de aire saturado de agua que se eleva en la atmósfera. Varía con la temperatura y la presión del paquete y suele estar en el rango de 3,6 a 9,2 °C/km (2 a 5 °F/1000 pies), según lo obtenido de la Organización de Aviación Civil Internacional (OACI). La tasa de caída ambiental es la disminución de la temperatura del aire con la altitud durante un tiempo y lugar específicos (ver más abajo). Puede ser muy variable según las circunstancias.
La Tasa de caída corresponde al componente vertical del gradiente espacial de temperatura. Aunque este concepto se aplica con mayor frecuencia a la troposfera de la Tierra, puede extenderse a cualquier porción de gas soportada gravitacionalmente.

## Causa
El perfil de temperatura de la atmósfera es resultado de la interacción entre el calentamiento radiativo de la luz solar, el enfriamiento hacia el espacio mediante la radiación térmica y el transporte ascendente de calor por convección natural (que transporta aire caliente y calor latente hacia arriba). Por encima de la tropopausa, no hay convección y todo el enfriamiento es radiativo.
Dentro de la troposfera, el gradiente térmico es esencialmente la consecuencia de un equilibrio entre (a) el enfriamiento radiativo del aire, que por sí mismo conduciría a un gradiente térmico alto; y (b) la convección, que se activa cuando el gradiente térmico excede un valor crítico; la convección estabiliza el gradiente térmico ambiental.